# Boulga (Dialgaye)
Pour les articles homonymes, voir Boulga.
Boulga est une localité située dans le département de Dialgaye de la province du Kouritenga dans la région Centre-Est au Burkina Faso.

## Santé et éducation
Le village possède deux écoles primaires publiques (au bourg et à Sampougdogo.